# Rebecca Warren
Rebecca Warren, née en 1965 dans la banlieue de Pinhoe à Exester, est une artiste visuelle et sculptrice britannique. Elle est membre de l’Académie Royale des Arts de Londres.
Elle est connue pour ses œuvres en argile et en bronze et pour ses vitrines arrangées. L'artiste vit et travaille à Londres,.

## Biographie
Originaire du Royaume-Uni, Rebecca Warren étudie les beaux-arts au Goldsmiths College de l'Université de Londres de 1989 à 1992, où elle a obtient un baccalauréat ès arts avec mention. En 1993, elle est diplômée d’une maîtrise en beaux-arts du Chelsea College of Art and Design. De 1993 à 1994, elle œuvre comme artiste en résidence à la Ruskin School de l’Université d’Oxford.

## Carrière artistique
Jusqu'en 1997, une grande partie des œuvres de Rebecca Warren sont produites en collaboration avec l'artiste britannique Fergal Stapleton. Les premières sculptures de Rebecca Warren sont principalement réalisées en argile. Ces pièces dépeignent la forme féminine nue et abordent les thèmes de la sexualité en faisant référence à d'autres œuvres et artistes historiques, tels que Robert Crumb, Edgar Degas et Alberto Giacometti,,,.

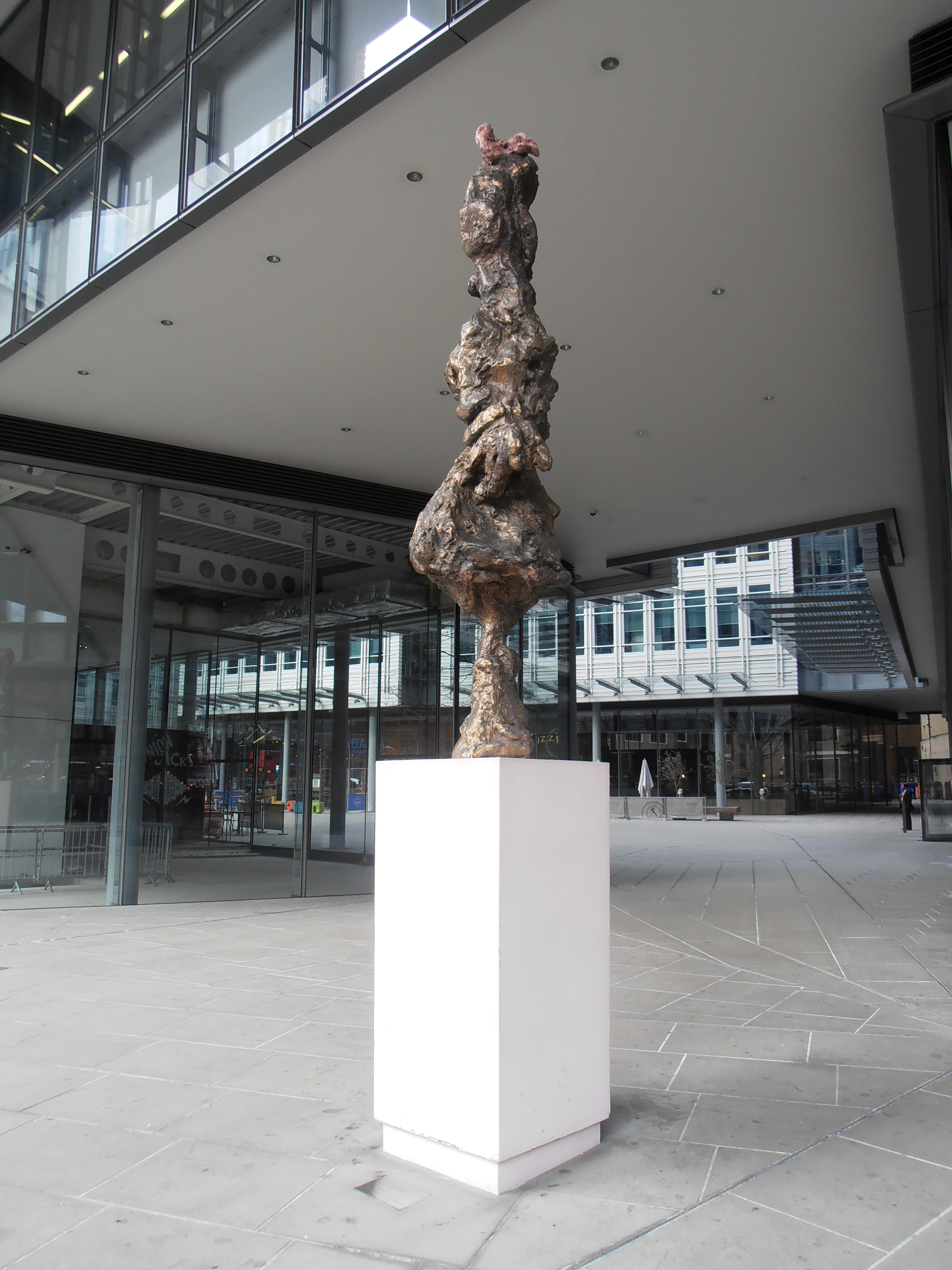
William de Rebecca Warren, Central Saint Giles, Londres, 2013.

En 2009, Rebecca Warren expose son premier travail en acier soudé dans le cadre de son exposition intitulée Feelings. La même année, la Serpentine Gallery présente la première rétrospective de sa carrière,. En 2010, The Renaissance Society, en collaboration avec l'Art Institute of Chicago, lui permettent d’exposer pour la première fois ses œuvres dans un musée américain.
En 2014, Rebecca Warren est nommée professeure de peinture et de sculpture à l’Académie des beaux-arts de Düsseldorf.
Les œuvres de l'artiste se retrouvent dans plusieurs collections publiques, notamment  au Tate Modern de Londres et au Museum of Modern Art de New York,.
Rebecca Warren est représentée par Maureen Paley à Londres, par Matthew Marks aux États-Unis et par la Galerie Max Hetzler en Allemagne,.

## Prix et récompenses
En 2006, Rebecca Warren est nommée au prestigieux prix Turner en lien avec ses installations sculpturales exposées à la Matthew Marks Gallery de New York et à la Galerie Daniel Buchholz de Cologne, ainsi que pour son travail à la Tate Triennial. Un représentant de la Tate Gallery a écrit : " Ses œuvres combinent un large éventail de sources avec une forte conscience formelle, injectant des matériaux traditionnels avec une physique sensuelle pour créer quelque chose de totalement nouveau ". Les autres artistes nommés sont Tomma Abts, Mark Itchner et Phil Collins.
Le 12 mars 2014, Rebecca Warren est élue membre de l'Académie royale des arts.

## Expositions
Parmi une liste non exhaustive :
- The Boiler Room, Galerie Saatchi, 2003
- Dark Passage, Kunsthalle Zürich, 3 avril - 30 mai 2004[20]
- Rebecca Warren, Galeries Serpentine, 10 mars - 19 avril 2009
- Rebecca Warren, Art Institute of Chicago et Renaissance Society, 2 octobre 2010 - 3 avril 2011
- Tout Ce Que Le Ciel Permet, Le Consortium, Dijon, 3 février - 20 mai 2018